# Mirt

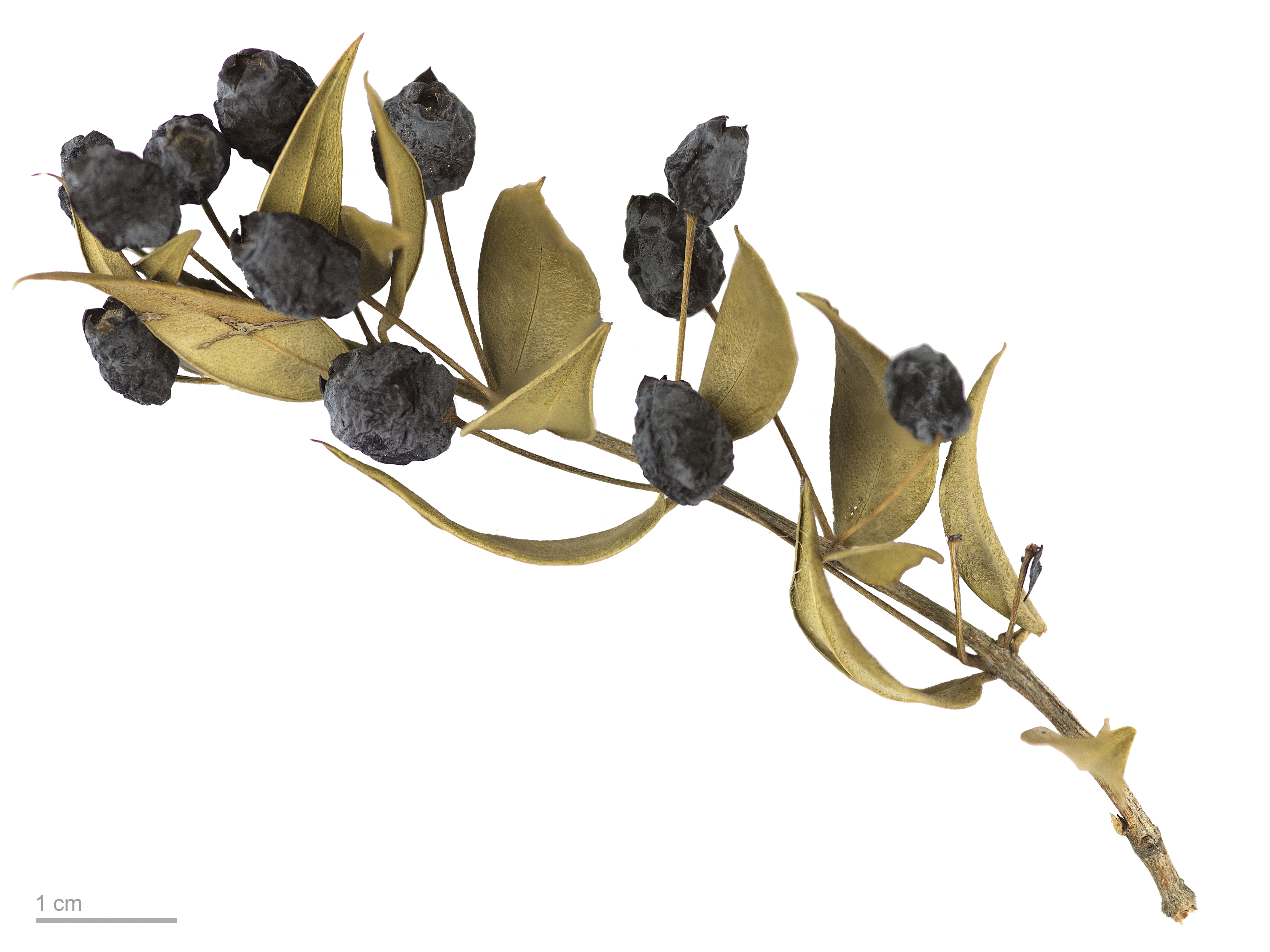
Myrtus communis

Mirt (Myrtus communis) este o plantă perenă din familia Mirtacee (Myrtaceae), nativă în Europa de Sud și Africa de Nord, în zona Mării Mediterane.
Frunzele emană un miros aromatic și împrospător, care amintește de cel de mentă sau eucalipt. Arbustul produce o esență uleioasă cu un miros specific, folosită adesea în industria cosmetică (producție de parfumuri, deodorante de cameră, tămâie, etc.).
Lemnul de mirt poate fi utilizat ca lemn de foc pentru a pregăti carnea la grătar, acesta transmițând cărnii gustul său aromatic și picant.